# 도쿄도의 상징
다음은 일본 도쿄도의 상징을 설명한다.

## 문장

도쿄도장

도쿄도의 문장은 도쿄도장(일본어: 東京都章 とうきょうとしょう[*]) 또는 도쿄도 문장(일본어: 東京都紋章 とうきょうともんしょう[*])이라고 한다.

## 깃발

도쿄도기

## 상징 마크

도쿄도 심벌 마크

도쿄도 심벌기

## 나무
도쿄도를 상징하는 나무는 은행나무이다.

## 새
도쿄도를 상징하는 새는 붉은부리갈매기이다.

## 꽃
도쿄도를 상징하는 꽃은 왕벚나무 꽃이다.

## 같이 보기
- 일본의 기 목록